# Drapeau du Cap-Vert
Le drapeau du Cap-Vert est le drapeau national et le pavillon national de la République du Cap-Vert depuis le 22 septembre 1992.

## Composition
Il est composé d'un fond bleu avec trois bandes horizontales blanche-rouge-blanche qui traversent le rectangle non pas en son milieu mais décalé vers le bas.
Un cercle de dix étoiles jaune surmonte le tout ce qui le rapproche du Drapeau européen ou de celui des îles Cook.
La composition du drapeau est définie dans l'article 8 de la constitution du Cap-Vert.

## Symbolisme

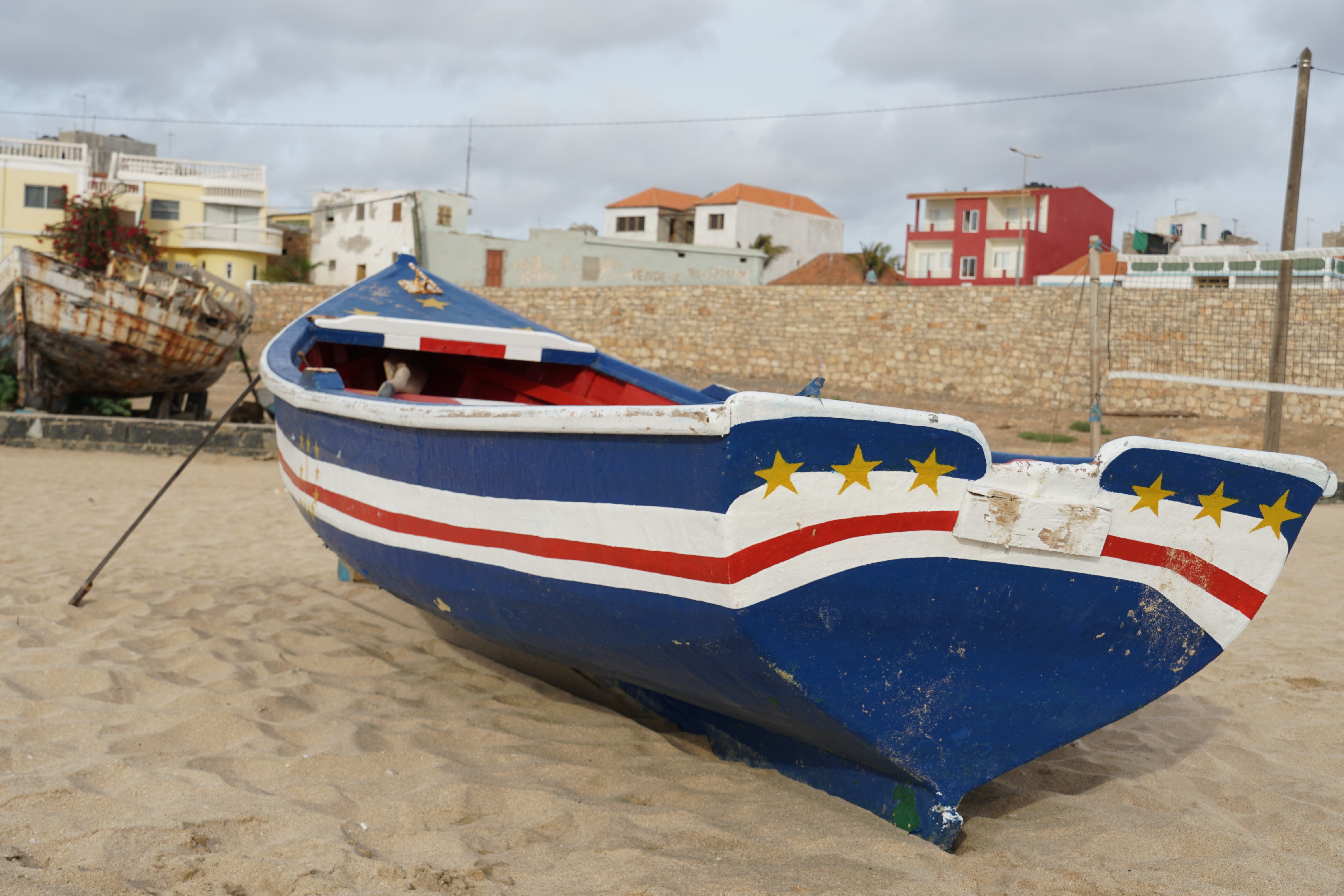
Drapeau du Cap-Vert sur une barque de pêcheurs.

Le bleu symbolise l'océan Atlantique et les dix étoiles symbolisent les dix îles qui composent l'archipel (les îles de Barlavento et les îles de Sotavento). La disposition en cercle peut rappeler autant la disposition géographique que l'unité des habitants.
La bande blanche représente le pacifisme des Cap Verdiens et le rouge leur ardeur au travail. Cette bande rappelle également la ligne d'horizon.

## Drapeaux historiques

1975-1992.

Auparavant, de 1975 à 1992, le drapeau était composé des couleurs panafricaines, tout comme l'actuel drapeau de la Guinée-Bissau.
Ces deux anciennes colonies portugaises avaient d'ailleurs envisagé de ne former qu'un seul état, emmené par le Parti africain pour l'indépendance de la Guinée et du Cap-Vert (P.A.I.G.C.). Après le coup d'État en Guinée-Bissau de 1980, ce projet fut abandonné.
Ce drapeau précédent diffère de celui, actuel, de la Guinée-Bissau par deux épis de maïs qui entourent l'étoile noire et par une coquille Saint-Jacques au-dessous. Par ailleurs, les proportions étaient différentes entre la longueur et la hauteur.
Avant l'indépendance de 1975, d'autres drapeaux furent utilisés ou proposés.

Drapeau du gouverneur de la colonie portugaise
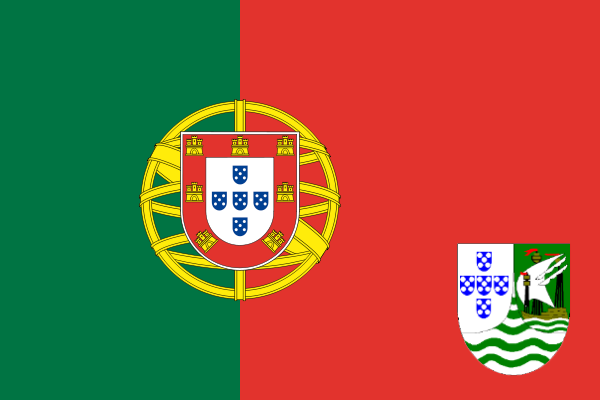
Ancienne proposition de drapeau (1967)